# کرپنیتسه
کرپنیتسه (به چکی: Křepenice) یک منطقهٔ مسکونی در جمهوری چک است که در ناحیه پریبرام واقع شده‌است.